# Cobres (cráter)
Cobres es el nombre de un colosal cráter de impacto en el planeta Marte situado a -11.8° Norte (hemisferio Sur) y -153.8° Oeste. El impacto causó un abertura de 94 kilómetros de diámetro en la superficie del planeta. El nombre del cráter fue aprobado en 1985 por la Unión Astronómica Internacional en honor a la localidad argentina de San Antonio de los Cobres.